# 徳之島町立手々中学校
徳之島町立手々小中学校（とくのしまちょうりつ ててしょうちゅうがっこう）は、鹿児島県大島郡徳之島町の町立小中学校。離島の徳之島にある。

## 卒業後の進路
卒業後は町内の鹿児島県立徳之島高等学校や私立の樟南第二高等学校に進学する生徒が多い。